# Technotronic
Technotronic byla belgická hudební skupina, která produkovala taneční hudbu, založená Jo Bogaertem. Je známá hlavně svými hity "Pump Up the Jam" (1989) a "Get Up! (Before the Night Is Over)" (1990).

## Diskografie

### Alba
- Pump Up the Jam (1989)
- Trip on This: The Remixes (1990)
- Body to Body (1991)
- Recall (1995)